# Orlândia
Orlândia – miasto i gmina w Brazylii, w stanie São Paulo. Znajduje się w mezoregionie Ribeirão Preto i mikroregionie São Joaquim da Barra.